# 島内透
島内 透（しまうち とおる、1923年9月6日 - ）は、日本の小説家。本名は島田重男。日本におけるハードボイルド小説の先駆者の一人。

## 経歴
東京生まれ。一橋大学で社会心理学を学ぶも、10年留年して中退。なお、在学中は石原慎太郎と同じゼミにいたこともあるという。
一橋大学在学中から推理小説を書きはじめ、松本清張の亜流となることなくかつ社会性を盛り込むことをめざしハードボイルドに活路を求める。1960年7月、河出書房新社から書き下ろし長編小説として刊行された『悪との契約』がデビュー作となる。デビューの経緯は不明だが、『宝石』1961年2月号の座談会「昨年度の推理小説界を顧みて」で中島河太郎は「僕はあれを原稿で読んで注文して書き直してもらった」と述べており、出版前の原稿を下読みしていたことを明かしている。
1961年、『悪との契約』の続編となる『白いめまい』を同じく書き下ろし長編小説としてカッパ・ノベルスから刊行。『悪との契約』の主人公である北村樟一が本作では探偵事務所の所長に納まっており、私立探偵を主人公とするハードボイルド小説としては日本最初期の作品となる。さらに1964年にも北村樟一を主人公とする『白昼の曲がり角』をカッパ・ノベルスから刊行。私立探偵を主人公とするハードボイルド小説のシリーズはこの北村樟一シリーズが第1号となる。
しかし、その後は沈黙がつづき、ようやく1979年になって『血の領収書』『死の波止場』と探偵社の調査員・井川三郎を主人公とするシリーズ2作を相次いで発表。その後も1983年の『春の口笛は殺しを呼ぶ』で新たな調査員・山城勇介を登場させるなど、ハードボイルドにこだわった作品を生み出しつづけるものの、1990年の山城勇介シリーズ第2作『天安門の密命』を最後に再び沈黙がつづき、その後の動静は不明となっている。

## 評価
デビュー作『悪との契約』を出版前に下読みしていたことを明かしている中島河太郎は自らが編纂した『日本推理小説辞典』で同作について「ハード・ボイルド風を狙ったが冗漫」とコメント。総論としては「新鮮な筆力はあったが、重厚にも通俗にも徹しないのが惜しまれる」と、十分にその筆力が生かされていないという見方を示している。
同様の見方は権田萬治監修『日本ミステリー事典』でも示されており、「新鮮な感性と入念な筆致をもちながら、常に時代と噛み合わず、ハードボイルド先駆者の栄光を担い損ねた」と、やはり筆致（筆力）には高い得点を付けるものの、それが十分に生かされなかったという評価となっている。
一方、辛口で知られた大井廣介は『エラリー・クイーンズ・ミステリ・マガジン』のミステリ時評「紙上殺人現場」で『悪との契約』を取り上げ、「二段三二〇頁、渋滞なくかきすすめた筆力だけでもみあげたもので、新人にありがちな、ここはもっとほかにかきかたがありはしなかったかと気になるほどの難点がなかったのは、ずぶのアマチュアとは思えぬ」「犯人犯行の趣向が別段凝ったものでないのに、読後に充実感をとどめるのは、力一杯うちこんでいるからだと思う。精進と次作を期待したい」と高評価。また第2作の『白いめまい』についても「『白いめまい』という個所にひっかき回されたのは、ちといまいましいが、ハードボイルドを標榜したものと、そうでないものを通じて、こんどは、この作品を推賞する」「『悪との契約』は不幸にも、さして話題にならなかったが、『悪との契約』『白いめまい』のペースで、第三作を世に問えば、それはもう、否応なしに認められるはずだ」と、およそ辛口で知られた大井廣介らしからぬ高得点を与えている。

## 作品
- 悪との契約 1960 河出書房新社
- 白いめまい 1961 光文社（カッパ・ノベルス）
- 白昼の曲がり角 1964 光文社（カッパ・ノベルス）
- 血の領収書 1979 祥伝社（ノン・ノベル） のち廣済堂文庫
- 死の波止場 1979 祥伝社（ノン・ノベル） のち廣済堂文庫
- 海風の殺意 1981 祥伝社（ノン・ノベル）
- 春の口笛は殺しを呼ぶ 1983 徳間書店（トクマ・ノベルズ）
- 殺しの弔鐘 1985 廣済堂（廣済堂ブルーブックス） のち廣済堂文庫
- 天安門の密命 1990 天山出版（天山ノベルス）